# Treptow-Köpenick
Treptow-Köpenick es el noveno distrito de Berlín. Se creó con base en la reforma administrativa de Berlín de 2001, mediante la fusión de los distritos de Treptow y Köpenick. 
En cuanto a extensión, es el distrito más grande de todos los que componen Berlín, ya que ocupa un 18,9% de la superficie de la ciudad. También es el distrito con más baja densidad de población.

## Geografía

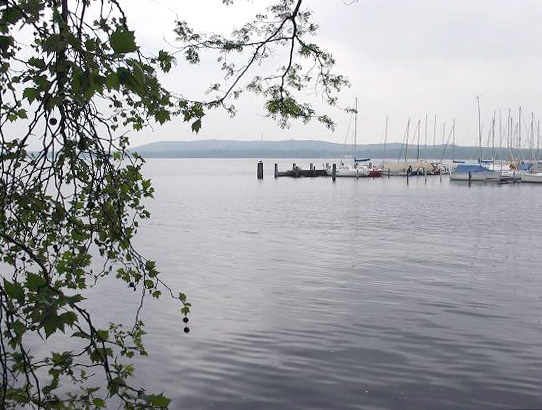
El lago Müggelsee

El distrito se localiza al sureste de Berlín. Los bosques, parques y el lago Müggelsee ocupan cerca de tres cuartos del área del distrito. Este distrito presenta un 36,5% de los recursos acuíferos y el 42,8% de los bosques de Berlín. 

## Localidades

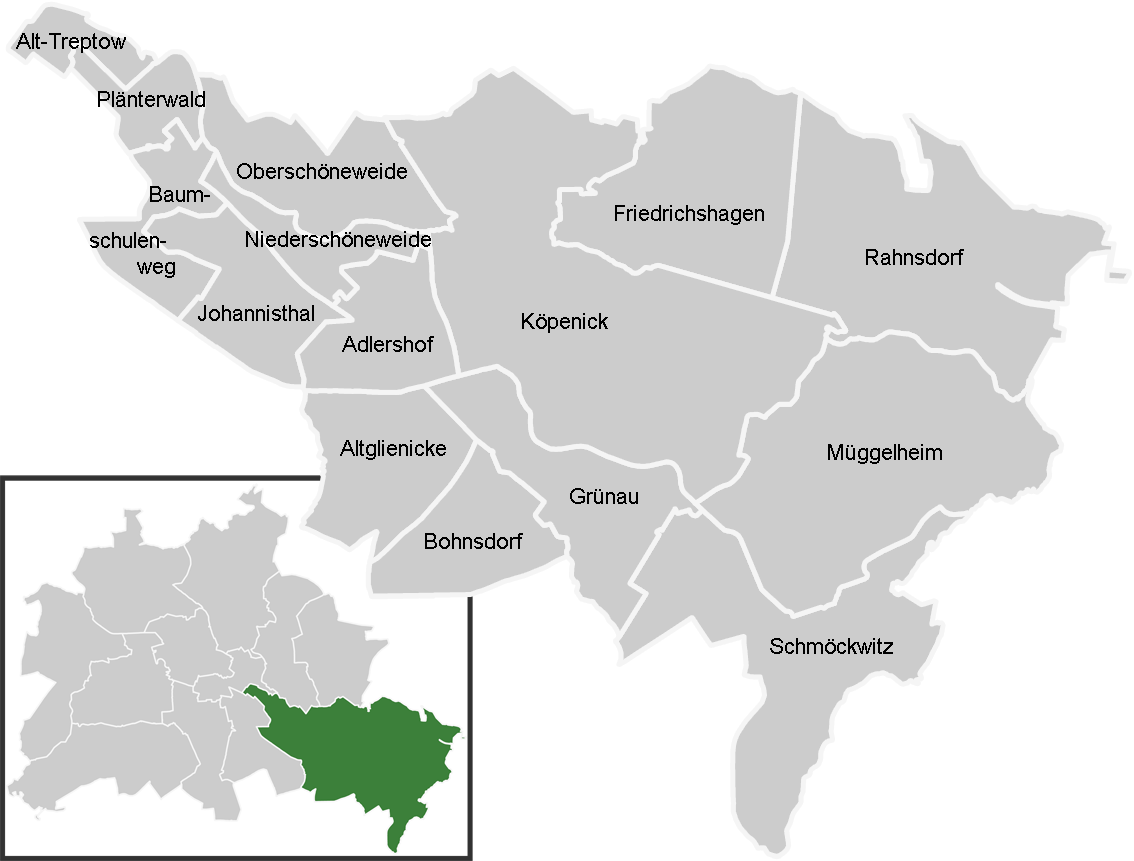
Localidades del distrito de Treptow-Köpenick

- Alt-Treptow
- Plänterwald
- Baumschulenweg
- Johannisthal
- Niederschöneweide
- Altglienicke
- Adlershof
- Bohnsdorf
- Oberschöneweide
- Köpenick
- Friedrichshagen
- Rahnsdorf
- Grünau
- Müggelheim
- Schmöckwitz

## Administración
El alcalde del distrito Treptow-Köpenick (Bezirkbürgermeister) es Oliver Igel del socialdemócrata SPD.

División de los escaños del Parlamento del distrito Treptow-Köpenick en 2016.

El Parlamento del distrito, con 55 miembros (Bezirksverordenetenversammlung) estaba formado por los siguientes partidos políticos en 2016:
- SPD, 15 miembros
- Die Linke, 14 miembros
- AfD, 12 miembros
- CDU, 7 miembros
- Grüne, 5 miembros
- FDP, 2 miembros

## Ciudades hermanadas
- Albinea, Italia
- Cajamarca, Perú
- East Norriton Township, Pensilvania, Estados Unidos
- Colonia, Alemania
- Mürzzuschlag, Austria
- Olomouc, República Checa
- Subotica, Serbia
- Izola, Eslovenia
- Veszprém, Hungría